# Luz Blanchet
Luz Blanchet (Ciudad de México, 15 de noviembre de 1967) es una presentadora de televisión mexicana que comenzó su carrera en la cadena TeleHit. También participó en los programas Cada mañana y Con sello de mujer.

## Carrera
Blanchet tiene una larga experiencia en los medios de comunicación además de su carrera como diseñadora gráfica, egresada de la Universidad Iberoamericana. Su trabajo en diseño fue expuesto en el Museo Franz Mayer y publicado a nivel internacional en el libro Lo mejor del diseño gráfico de Latinoamérica y el Caribe.
Comenzó su carrera como conductora de televisión en el programa Clásicos, transmitido por TeleHit. Durante once años fue conductora de varios programas como Domingo Azteca, Festival de Viña del Mar, Fin de siglo y Unidos por la honestidad, y más tarde presentó Con sello de mujer y Gente con chispa.
Posteriormente, se convirtió en la líder del proyecto Cada mañana, el cual dejó el 23 de julio de 2004. En 2008 formó parte del programa Póker de reinas. En 2011 se convirtió en presentadora del programa Luz en casa de Fox Life, en el que realiza decoraciones para el hogar. También compartió sus experiencias en los programas de debate Hablándole a la pared y Tres Luces con madre.
Actualmente participa con su sección semanal LÚZete en el programa Hoy de Televisa México.

## Filmografía destacada
- 1993 - Telehit
- 1994 - Un nuevo día
- 1997 - La botana
- 2000 - Domingo Azteca
- 2003 - Cada mañana
- 2004 - Gente con chispa
- 2004 - Con sello de mujer
- 2008 - Poker de reinas
- 2011 - Luz en casa
- 2018 - Hoy